# Seniorita
Seniorita je pojem označující stav, kdy je osoba nebo skupina lidí nadřazena jiné osobě nebo skupině, a to buď na základě vyššího věku, nebo delší doby strávené na určité pozici. Seniorita je běžně přítomna ve společenských vztazích, například mezi rodiči a dětmi, sourozenci, různými věkovými skupinami nebo mezi zaměstnanci a jejich nadřízenými.
V rámci systému seniority jsou vyšší pravomoce často přisuzovány osobám, které strávily delší dobu vykonáváním určité funkce. Pokud osoba zastává vyšší pozici kratší dobu než jeho podřízený, lze vztáhnout koncept seniority na oba dva.

## Ozbrojené síly
V některých vojenských strukturách platí, že pokud mají dvě osoby stejnou hodnost, platí rozkaz té, která ji zastává déle. Například kapitán povýšený před pěti lety může dávat rozkazy kapitánovi povýšenému teprve před dvěma lety. Tento typ seniority se v angličtině označuje „seniority in grade“.

## Politika
Seniorita v politice Spojených států je nepsaně definována počtem let strávených v určité skupině. Například k lednu 2015 byl jako nejvíce nadřazený člen Sněmovny reprezentantů chápán John Conyers z Michiganu, který v té době zastával úřad nepřetržitě po dobu 50 let. Avšak seniorita v jiném slova smyslu může také odkazovat na politickou moc získanou ve vládě Spojených států.
Seniorita může být vnímána jak pozitivně, tak negativně. Například na mnoho zvolených zástupců může být nahlíženo tak, že si drží své pozice jen díky mnohaletému angažmá ve svých funkcích, což může ukazovat na voličskou stagnaci a na výhody obhajování úřadu. Na druhou stranu ale může doba strávená ve vícekrát obhájené pozici naznačovat schopnost dané osoby zavděčit se voličům a přinést jim svou senioritou výhody.

## Zaměstnání
Ve společnostech s odbory mohou zaměstnanci s více odpracovanými roky využívat více pracovních privilegií.
Příklady:
- Možnost volby směny
- Práce, která je považována za jednodušší nebo příjemnější
- Pracovní hodiny ve vhodnou dobu (vhodnou dobu si určuje zaměstnanec)
- Přiřazení k jiné vhodné práci, v případě, že dojde k propouštění

Seniorita má také vliv na tzv. bumping rights, což je přemisťování zaměstnanců v případě, že se nějaká pozice uvolní. V takovýchto případech mají větší šanci získat lepší pozici zaměstnanci s více odpracovanými roky.
Někteří tradiční zaměstnavatelé, zpravidla menší podniky, vyznávají „last in, first out“ (poslední dovnitř, první ven; LIFO) perspektivu, což znamená, že zaměstnanci, kteří v organizaci pracovali nejdéle, mají právo zůstat. Naproti tomu se jiní zaměstnavatelé řídí „first in, first out“ (první dovnitř, první ven; FIFO) pohledem, nazývaným jinak též „inverzní seniorita“, což představuje „svěží začátek“ pro firmu, protože zajišťuje neustálé střídání pracovních pozic.
Seniorita s sebou přináší několik pozitivních faktorů. Jednotlivci mohou být přitahováni k určité oblasti nebo povolání s vědomím, že mohou dosáhnout seniority. Pokud by byla seniorita zrušena, velké množství lépe placených zaměstnanců by bylo propuštěno už jen proto, že vydělají více peněz než jejich vrstevníci. Seniorita efektivně pomáhá lidem, kteří chtějí zůstat v jedné organizaci a pracovat na „maratónské“ kariéře. Jedním z cílů seniority je udržení zaměstnanců, což zajišťuje, že si organizace uchovává znalosti, vzdělané zaměstnance a vnitřní strukturu, ve které se mohou nováčci snadno zorientovat. Je důležité zajistit, aby zaměstnanci chtěli v práci zůstat a byli si jisti svou pozicí.
Ačkoli zásada seniority funguje dobře při ochraně dlouhodobých zaměstnanců, v některých případech může také selhat. Zaprvé, místa zajištěná senioritou odsouvají stranou některé z nejpřitažlivějších perspektiv zaměstnanců. Jednotlivci se stávají méně motivováni k tomu, aby vstoupili do oblasti, která neodráží úroveň jejich snahy v zaměstnání. Zadruhé, jistota práce často podporuje průměrnost. Zaměstnanci s vědomím, že jejich místo na pracovišti je zajištěno, budou přirozeně méně motivováni zlepšit svůj pracovní výkon, protože již nemusí považovat zlepšení za nezbytnost. A konečně také, systém, který odměňuje jednotlivce za jejich pracovní dobu, nepodporuje profesní růst. Jsou-li si lidé vědomi, že musí dosáhnout určité doby strávené v zaměstnání, aby získali v podniku jistou pozici, nebudou dál profesně růst, jakmile dosáhnou svého cíle.

## Doprava
Piloti v komerčním letectví, pracující kariérně, mají výhody přidělovány podle doby strávené v zaměstnání (seniority). To je obecně známo jako „pilotní seznam seniority“ (pilot seniority list). Tyto výsady mohou souviset s úrovní příjmů, letových tras, typů letadel a pracovních harmonogramů. Seniorita je nejdůležitějším faktorem, když se rozhoduje o tom, kteří piloti budou povýšeni k řízení větších a složitějších typů letadel nebo jmenováni do vyšších hodností.
Strojvedoucí mají také seznam seniority, ten ale souvisí s pracovním rozvrhem. Mladší strojvedoucí často fungují jako záložní pracovníci, například slouží jako náhrada v případě, že se u kolegy vyskytnou např. zdravotní potíže nebo má zpoždění.